# 舊庄路
舊庄路（英文：Jiuzhuang Rd.）是屏東縣枋山鄉南部的南北向主要道路。全線屬台1線屏鵝公路，前端北上接屏鵝公路跨越獅子頭溪至五空橋附近接中山路三段往枋山市區、枋寮鄉。本道路行經楓港地區。起端於台9線新楓港外環道高架橋引道路口。末端跨越楓港溪與屬台26線的南迴公路（台9線舊線及舊終點）呈T字型岔路口，台1線在此結束里程，續接光復路屬台26線屏鵝公路南下至車城鄉。為枋山鄉楓港往來枋山市區、枋寮鄉的主要道路。因舊庄路南下接近恆春半島及墾丁國家公園，與台9線新楓港外環道和台26線相連成環島路狀交會點，還有沿台26線往獅子鄉的方向可接台9線橫跨中央山脈前往臺東縣，故交通地位相當重要。

## 行經行政區域
- 枋山鄉

## 沿線設施
（由北至南）
- 亞柏楓港加油站
- 新楓港外環道
- 楓港社區
- 萬巒豬腳大王楓港分店
- 楓港休息站
- 台灣中油新楓港加油站
- 台灣中油楓港站加油站
- 7-Eleven新楓港門市
- 枋山郵局
- 台雞店甕仔雞楓港店
- 屏150線
- 楓港橋
- 7-Eleven楓港門市
- 楓港老街（德隆路口）
- 南迴公路、屏鵝公路

## 本道路交通
- 國光客運
  - 1773 高雄（捷運鳳山國中站）－屏東－枋寮－恆春
- 屏東客運
  - 8205 屏東－萬丹－東港－枋寮－恆春
  - 8239 屏東－內埔－竹田－潮州－恆春（不經竹田鄉公所）
- 高雄客運、屏東客運、中南客運、國光客運聯營
  - 9117「墾丁列車」（經台17線）
    - 高雄客運、屏東客運、中南客運：高鐵左營站－高雄火車站－高雄國際機場－林園－東港－林邊－枋寮－楓港－恆春－墾丁
    - 國光客運：高雄客運自立站－高雄火車站－高雄國際機場－林園－東港－林邊－枋寮－楓港－恆春－墾丁

  - 9188（經台88線、國道三號）
    - 高鐵左營站－高雄火車站－林邊－枋寮－楓港－墾丁－鵝鑾鼻

  - 9189「墾丁快捷」（經鼎金系統交流道、台88線、國道三號）
    - 高鐵左營站－大鵬灣－枋寮－楓港－恆春－墾丁